# Rudolf Slánský
Rudolf Slánský (31 juillet 1901 à Nezvěstice près de Plzeň – 3 décembre 1952 à Prague) est un militant communiste, homme politique et secrétaire général du Parti communiste tchécoslovaque après la Seconde Guerre mondiale. Il est exécuté à la suite des procès de Prague.

## Débuts
Slánský reçoit son éducation à l’Académie de commerce de Plzeň. Après la Première Guerre mondiale, il rejoint Prague et un club d'inspiration marxiste. Au moment de sa création (sécession d'avec le Parti socialiste) en 1921, il s'inscrit au Parti communiste tchécoslovaque. À partir de 1924, il est journaliste de journaux du parti, obtenant son baptême prolétarien dans la ville industrielle d'Ostrava où il devient secrétaire régional du parti. 
C'est à Ostrava que son amitié s'est développée avec le futur chef du parti, Klement Gottwald. Lorsque Gottwald s'empare du pouvoir au cinquième congrès du parti, Slansky en est l'un des principaux bénéficiaires. Il est nommé au nouveau comité central et au bureau politique et devient secrétaire du parti pour Prague.
De 1929 à 1935, Slánský vit dans la clandestinité en raison du caractère illégal du Parti communiste qui n'est autorisé à participer aux élections en tant que parti qu'en 1935. Slánský et Gottwald sont alors tous deux élus à l'Assemblée nationale.
Ils ne restent pas députés longtemps : en 1939, à la suite de l'invasion de la Tchécoslovaquie par le Reich, Slánský, qui est juif et communiste, fuit le pays en direction de l'URSS. Là, il travaille à radio Moscou dans les émissions destinées à la Tchécoslovaquie. À Moscou, il lie des liens avec les apparatchiks communistes et se familiarise aussi avec les méthodes parfois brutales pour imposer la discipline au sein du parti. Il participe contre la Wehrmacht à la bataille de Moscou entre 1941 et 1942.
En 1943, sa petite fille Naďa (Nadia) est enlevée alors qu'elle joue dans un parc avec son frère aîné, Rudolf junior. Ni Naďa, ni ses ravisseurs ne seront jamais retrouvés.
Alors qu'il est en Russie, Slánský organise la Résistance tchécoslovaque et participe à la libération de la Slovaquie en 1944. C'est lors de cette lutte du soulèvement national slovaque au milieu de l'année 1944 qu'il échappe aux troupes allemandes dans les montagnes, fuite au cours de laquelle Jan Šverma, le chef du parti, meurt. Slánský retourne en Tchécoslovaquie à la suite de l'Armée rouge victorieuse.

## Au pouvoir
En 1945, Slánský coopère avec le gouvernement en exil d'Edvard Beneš à Londres. L'ex-président tchécoslovaque y prépare un gouvernement de coalition. Slánský devient secrétaire général du Parti communiste tchécoslovaque au huitième congrès du parti en mars 1945 ainsi que vice-premier ministre du gouvernement de coalition alors que Klement Gottwald devient président du parti, un poste honorifique (1945-1953), et Premier ministre (1945-1948) du gouvernement de coalition de la Tchécoslovaquie.
En février 1948, le coup de Prague donne les pleins pouvoirs aux communistes. Le coup a été pleinement réussi grâce au génie managérial et organisationnel de Slánsky qui est alors au zénith de son pouvoir. 
Aussi, la chute de Slánský est-elle d'autant plus surprenante qu'il est « un stalinien pleinement dévoué depuis ses premiers moments en politique »  et que du début des années 1920, lorsque le parti a vu le jour, jusqu'à son arrestation, il est impatient et désireux d'imiter la ligne qui vient de Moscou.
Selon certains historiens, Staline désire une obéissance totale et menace de purge les « communistes nationaux ». Gottwald, craignant pour son propre futur, aurait alors décidé de sacrifier Slánský. Selon d'autres spécialistes, c'est la rivalité croissante entre Gottwald et Slánský, surtout après le coup de février 1948, qui expliquerait la défaveur de Slánský qui place ses hommes à des postes clés de l'appareil d'État et fait de l'ombre au pouvoir de Gottwald.
Tout d'abord, deux proches de Slánský, Otto Šling (en) et Bedřich Reicin (en), sont accusés de crimes contre le parti. Slánský laisse faire. Puis les projecteurs se braquent sur lui et lui font porter le blâme sur des problèmes économiques et industriels, le coupant ainsi du soutien populaire. Il n'en reçoit pas moins l'Ordre du socialisme, la plus haute distinction, le 30 juillet 1951, tandis que le livre de ses discours est en passe d'être publié sous le titre de Vers la Victoire du socialisme.

## Chute
Le 20 juillet 1951, Staline écrit à Gottwald, lui indiquant qu'il a reçu des « documents compromettants à propos des camarades Slansky et Geminder (en) », mais insuffisants pour justifier un procès à leur encontre. Il conseille néanmoins à Gottwald de démettre Slánský de son poste de secrétaire général et de le nommer à un autre moins important, ce que Gottwald fait avant la fin de l'été. 
En août 1951, Gottwald reçoit des Soviétiques de fausses dépositions accablant Slánský.  
Le 11 novembre 1951, Anastase Mikoïan apporte à Gottwald une lettre de Staline demandant l'arrestation de Slánský. 

### Arrestation
Le 23 novembre 1951, Slánský et sa femme Josefa (cs) sont conviés à un dîner avec des conseillers économiques soviétiques au domicile du Premier ministre Zápotocký. Lorsque le couple quitte la réception pour rentrer chez lui, Zápotocký téléphone immédiatement au commandant de la Sûreté d'État, l'informant que les époux sont « en chemin ». Arrivés à leur maison après minuit (le 24 donc), ces derniers sont accueillis par une multitude d'hommes armés de mitraillettes. Slánský ne peut dissimuler sa surprise et s'exclame : « Messieurs, qu'est-ce que cela veut dire ? ». Finissant par réaliser ce qui lui arrive, il répète : « Jésus Marie, Jésus Marie » avant d'être menotté par un agent de la Sûreté d'État et placé à l'arrière d'une voiture, un sac noir sur la tête et un chiffon dans la bouche, direction la prison de Ruzyně (en). 

### Détention provisoire
Aussitôt incarcéré, Slánský demande à l'inspecteur Bohumil Doubek la permission d'écrire au président Gottwald. Doubek lui répond qu'il ne peut pas lui accorder cette permission sans l'accord de ses supérieurs, alors absents. Slánský, qui refuse de répondre à toute question avant d'avoir pu écrire sa lettre, est donc renvoyé dans sa cellule. Le 25 novembre, il écrit à Gottwald les mots suivants : « Cher camarade, je me rends compte que mon arrestation a dû être provoquée par des raisons sérieuses dont j'ignore tout. Toutefois, toute suspicion de crime contre le Parti doit être le résultat d'une monstrueuse erreur. Je n'ai jamais de ma vie trahi le Parti. Je réalise que d'autres, qui protestaient de leur innocence, se sont finalement avérés êtres coupables mais ça n'est pas et ne peut pas être mon cas. ».
Le lendemain, les membres du Politburo sont informés de son arrestation et, le 25 novembre, le Bureau du Comité central du Parti communiste est convoqué. À ce moment-là, ses participants apprennent l'existence d'une lettre intitulée Velký metař (Velký metař, le « Grand balayeur », était le nom de couverture de Rudolf Slansky), qui est la raison immédiate de l'action de nuit éclair qui a mené à l'arrestation des suspects. Aucun des présents ne discuta l'authenticité de la preuve, sinon Zdeněk Fierlinger qui déclara que la lettre pourrait être une provocation. Mais il resta seul et sa remarque disparut dans un débat où chacun soulignait les défauts du caractère de Slansky et de ses méthodes de travail.
Rapidement, la langue de bois du parti charge Slánský d'une conspiration avec les puissances occidentales pour renverser le socialisme et affirme que sa punition exemplaire rachèterait les meurtres par les Nazis des communistes Jan Šverma (en) et Julius Fučík durant la Seconde Guerre mondiale.
Slánský est blessé de cette accusation de titisme de la part de ses anciens partenaires, Klement Gottwald et Antonín Zápotocký, et de compromission avec la bourgeoisie. Slánský et ses coaccusés se sont fait des ennemis dans les rangs des membres du Parti communiste, du gouvernement et surtout du Bureau politique du Parti communiste. 
À la prison de Ruzyně , Slánský est torturé et il tente de se suicider par pendaison fin janvier 1952. Il est en fin de compte forcé de s'accuser publiquement lors du procès de crimes contre l'État et contre le parti. Il répond trois heures trois quarts devant le  tribunal. Il se déclare responsable indirectement de la mort de Jan Šverma, avoue qu'il voulait « renverser l'établissement démocratique du peuple en Tchécoslovaquie au service de l'impérialisme américain », allant même jusqu'à s'accuser vouloir attenter à la vie de Klement Gottwald. Il requiert pour lui-même la peine de mort. La peine est acceptée par les jurés, le rédacteur en chef de Rudé Právo, André Simone, ayant même exigé plusieurs fois lors de l'audience la peine de mort,.

### Analyses
L'opposition entre Slánský et Gottwald est à peine satisfaisante pour expliquer qu'un homme aussi haut placé au sein de l'appareil du Parti communiste soit soupçonné, emprisonné et exécuté. Aussi, plusieurs hypothèses ont été évoquées à ce sujet.
Premièrement, la « piste hongroise » affirme que la chute de Slánský est provoquée par le procès de László Rajk, chef de la diplomatie hongroise et grand rival du chef du gouvernement, Mátyás Rákosi qui, stalinien pur et dur, aurait invité Klement Gottwald à chercher un « Rajk tchécoslovaque ». Cette hypothèse a un point faible : on ne comprend pas pourquoi Rákosi insisterait à un tel point pour élargir l'enquête en Tchécoslovaquie. En revanche, l’exemple Rajk a pu conforter Gottwald sur la « faisabilité » d'une victoire judiciaire.
Deuxièmement, la « piste soviétique » : au début des années 1950, rien, dans le Bloc de l'Est, ne pouvait se faire sans le consentement des autorités soviétiques. La théorie soviétique explique le caractère antisémite du procès et pourquoi la majorité des condamnés était d'origine juive, au moment même où l'Union soviétique changeait sa politique à l'égard d’Israël. La Tchécoslovaquie a été particulièrement touchée par ce changement de position et cherchait à se « refaire une virginité » aux yeux des Soviétiques, car elle avait livré des armes à Israël.

### Liens avec les purges en France
Selon l'historien spécialiste du PCF Stéphane Courtois, ces purges auraient des liens avec les purges staliennes menées à la même époque en France, lancées au plus haut niveau dès le premier semestre 1951. Marcel Servin, ex-directeur de cabinet de Maurice Thorez a été chargé en 1952 par ce dernier d'aller chercher à Prague dans les archives de Rudolf Slánský, arrêté en novembre 1951 puis pendu en décembre 1952, des documents à charge susceptibles de justifier l'éviction de la direction du PCF d'André Marty, ancien résistant et rival de Maurice Thorez.  Marcel Servin fera d'autres enquêtes du même type : au début de 1954, il a été discrètement à Lens avec Léon Feix et François Billoux pour tenter, sans succès, de trouver des charges contre l'activité d'Auguste Lecoeur dans cette ville lors des grèves des mineurs 1947 et 1948. Lecoeur est ensuite convoqué par François Billoux  pour un interrogatoire le 22 février 1954 et Billoux lui dit qu'il sera mis en cause au comité central des 5 et 6 mars, que Lecoeur décide alors de boycotter et qui prononce sa destitution du poste de « secrétaire à l'organisation ».

### Procès et mort
Les procès de Prague qui s'ensuivirent du 20 au 27 novembre 1952 sont célèbres pour leur « mise en scène » (les accusés apprennent leur « texte » avant la séance au tribunal. La petite histoire raconte qu'un juge ayant sauté une question, l'accusé suivit néanmoins docilement le scénario de ses réponses). Un indéniable contexte antisémite les entoure (onze des quatorze accusés sont juifs), dans un contexte de paranoïa antisémite à l’est, touchant aussi le PCF en France : procès du Comité juif antifasciste  et des blouses blanches à Moscou, en particulier, pourchassant des « espions à la solde d’Israël » dans les derniers mois du stalinisme.
Les verdicts sont rendus le 27 novembre : sur les quatorze accusés, trois (Vavro Hajdů (cs), Eugen Löbl (cs) et Artur London) écopent de la prison à vie et onze, dont Slánský, de la peine de mort. Leurs recours en grâce sont promptement rejetés.
Le président du gouvernement, Antonín Zápotocký et futur président de la République tchécoslovaque, déteste personnellement Rudolf Slánský depuis qu'en 1929, avec le processus de bolchévisation du parti, Slánský avait tenté d'évincer Zápotocký lors du Ve congrès du PCT. On peut voir une vengeance personnelle dans le refus de la grâce présidentielle plaidée par Slánský[réf. nécessaire], on peut aussi deviner que, dans une atmosphère délétère où Zápotocký se voit lui-même menacé de déviance bourgeoise (peu avant, il a publiquement soutenu les petits propriétaires terriens contre la collectivisation forcée des terres), il ne peut apporter son soutien à son ancien « camarade ».
Les onze condamnés à mort des procès de Prague sont exécutés le 3 décembre 1952 avant le lever de l'aube. Slánský est le dernier d'entre eux à monter à la potence. Il est pendu à 5 h 37 (UTC+1) et déclaré mort à 5 h 45 (UTC+1). Comme pour les autres suppliciés, sa dépouille est incinérée et, le véhicule contenant ses cendres et celles des autres victimes s'étant enfoncé dans la neige, leurs cendres furent dispersées le long d'une route gelée au sud de Prague.
Un an plus tard, c'est au tour de Gustav Husák, futur président, de se voir condamné à la prison à vie pour « déviance nationaliste bourgeoise ».
Comme le dit le professeur Václav Černý dans ses Mémoires : « Avant le procès de Slánský ce n'étaient que les têtes des adversaires qui tombaient. Avec Slánský, la Révolution a commencé à manger ses propres enfants ».
Dans L'empire stalinien, L'URSS et les pays de l'Est depuis 1945 (2000), Jean-François Soulet, écrit au sujet de Slánský : « Intraitable dans la répression, il avait été à l'origine directe d'une première vague d'arrestations de dirigeants communistes slovaques, en février 1951 (Clementis, ministre des Affaires étrangères, Gustav Husák, ancien de la Résistance…). L'année suivante, en novembre 1952, Slánský se retrouva sur le banc des accusés, aux côtés de ceux qu'il avait fait arrêter. »

## Réhabilitation posthume
La déstalinisation atteint aussi Slánský qui est absous en avril 1963 et totalement réhabilité lors du Printemps de Prague en mai 1968.
Son nom est cité par Jean Ferrat dans sa chanson de 1980 Le Bilan, parmi les victimes du stalinisme.
Son fils, également prénommé Rudolf, devient ambassadeur tchèque en URSS en 1990, sur décision du président Václav Havel.

## Sources
- Astrid Hofmanová, PROCÈS POLITIQUES DANS LES ANNÉES CINQUANTE, article sur le site de la Radio tchèque, 14 décembre 2002

- Deux documentaires de Bernard Cuau à propos de Rudolf Slánský :
  - 1994 : Slanski (52 min)
  - 1995 : Les Mots et la mort, Prague au temps de Staline (52 min ou 57 min)